# داگلاس ویمبرلی
داگلاس ویمبرلی (انگلیسی: Douglas Wimberley; ۱۵ اوت ۱۸۹۶ – ۲۶ اوت ۱۹۸۳) فرد نظامی اهل بریتانیا بود. وی همچنین برندهٔ جوایزی همچون صلیب نظامی شده‌است.